# Theodor Thomas Weichardt
Theodor Thomas Weichardt (auch Teodor Tomasz Weichardt, * 1755 in Lemberg; † 1818) war ein in Polen wirkender deutschstämmiger Mediziner.

## Leben
Theodor Thomas Weichardt studierte an der Universität Leipzig Medizin und wurde 1776 in Leipzig promoviert. Weichardt wirkte später als Arzt sowie auch als Autor medizinischer Schriften in Polen.
Am 6. Dezember 1779 wurde Theodor Thomas Weichardt unter der Matrikel-Nr. 836 mit dem akademischen Beinamen Menon II. als Mitglied in die Leopoldina aufgenommen.

## Schriften
als Autor
- Succedaneorum coffeae inveniendorum regulae. Leipzig 1774 (Digitalisat)
- mit Christian Ernst Wünsch: Initia novae doctrinae de natura soni. Leipzig 1776 (Digitalisat)
- De pharmacopoliis rite constituendis. Leipzig 1776
- mit Johann Paul Langguth: De signis virgnitatis et graviditatis commentatio. Leipzig 1777 (Digitalisat)

als Herausgeber
- mit Johann Bernhard von Fischer: D. Johann Bernhard von Fischers, ehemaligen Leibarztes bey Ihro Majestät der Rußischen Kaiserin glorwürdigen Andenkens, Directors der medicinischen Angelegenheiten in ganz Rußland, und der Kaiserlichen Academie der Naturforscher Mitgliedes, Abhandlung von dem hohen Alter des Menschen, den Stufen, Krankheiten desselben und den Mitteln, zu denselben zu gelangen. Müller, Leipzig 1777 (Digitalisat)